# Tudo ou Nada
Tudo ou Nada é uma telenovela brasileira produzida e exibida pela Rede Manchete entre 15 de setembro de 1986 e 21 de março de 1987, em 136 capítulos, sendo substituída por Helena. Escrita por José Antônio de Souza, sob direção de Lucas Bueno e David Grimberg e direção geral de Herval Rossano. Ganhou uma adaptação mexicana em 1995 pelo próprio Herval para a Televisa sob o título de Caminos cruzados.
Contou com Elizângela, Gracindo Júnior, Othon Bastos, Vanda Lacerda, Bia Seidl, Miriam Pires, Lafayette Galvão e Marilu Bueno nos papéis principais.

## Reprise
A telenovela foi reprisada no "Romance da Tarde" — sessão nos moldes do Vale a Pena Ver de Novo, da Rede Globo — entre 3 de agosto de 1987 e 11 de março de 1988, com 156 capítulos, de segunda a sexta-feira, em dois horários: 14h15 e 18h30. E também teve uma reprise compacta de 39 capítulos exibida entre 28 de setembro e 14 de novembro de 1992, de segunda a sábado, às 19h30.

## Enredo
Guadalupe é uma moça humilde do subúrbio do Rio de Janeiro que vai trabalhar na Multinacional Barroso e se torna alvo da paixão de seus patrões, Ambrósio e César Augusto, pai e filho. Ela decide se casar com César, porém na lua-de-mel o rapaz desaparece misteriosamente, voltando sozinha ao Brasil para enfrentar sua diabólica sogra Ema, que a acusa de golpe e assassinato, o assédio de Ambrósio, e uma investigação policial, tendo que lidar com os jogos de poder da alta classe. Ela encontra apoio em um novo amor, Marino, mas enfrenta a concorrência da mimada Odila e de Nininha, ex-mulher dele.
O pai de Guadalupe, Perácio é um viúvo que nunca notou os sentimentos da ex-cunhada Vevé e luta para criar os outros três filhos: o invejoso Adilson, que deseja ascender socialmente através da irmã, Leninha, adolescente que só pensa em namorar, e Zélia, atormentada pelo ciúmes do marido Ginaldo com a ex Soraia. No subúrbio ainda as desventuras de Odete para tentar conquistar Dodô, que só tem olhos para Guadalupe, e a fogosa viúva Dulce, que via em Jorjão a personificação de seu finado marido jovem.

## Elenco
| Ator             | Personagem                   |
| ---------------- | ---------------------------- |
| Elizângela       | Guadalupe Martins            |
| Gracindo Júnior  | Marino Portobasso            |
| Othon Bastos     | Ambrósio Barroso             |
| Vanda Lacerda    | Ema Barroso                  |
| Bia Seidl        | Odila Bourbon                |
| Miriam Pires     | Ivete Martins (Tia Vevé)     |
| Lafayette Galvão | Perácio Martins              |
| Marilu Bueno     | Dulce                        |
| Abrahão Farc     | Dr. Salomão Bourbon          |
| Theresa Amayo    | Gigi Bourbon                 |
| Fátima Freire    | Adriana Portobasso (Nininha) |
| Fernando Eiras   | Dorival Paixão (Dodô)        |
| Angela Rebello   | Odete                        |
| Mário Cardoso    | Adilson Martins              |
| Denise Bandeira  | Zélia Martins                |
| Breno Bonin      | Ginaldo Martins              |
| Marcela Muniz    | Helena Martins (Leninha)     |
| Guilherme Karan  | Jorjão                       |
| Suzana Abranches | Baby Paraná                  |
| Isolda Cresta    | Adalgisa Paixão              |
| Joséphine Hélene | Drª. Fabíola                 |
| Carlos Gregório  | Josmar                       |
| Karen Accioly    | Jacqueline                   |
| Aldo César       | Rômulo Barroso               |
| Ana Maria        | Tereza                       |
| Dulce Conforto   | Soraya                       |
| Ivan de Almeida  | Batuta                       |
| Felipe Wagner    | Delegado Capella             |
| Ankito           | Wenceslau                    |
| Heraldo Corrêa   | Rony                         |
| Henrique Nunes   | Cristóvão                    |
| Nilton Martins   | Investigador Mota            |
| Garcia Júnior    | Rubinho                      |

### Participações especiais
| Ator            | Personagem            |
| --------------- | --------------------- |
| Edwin Luisi     | César Augusto Barroso |
| Carlos Alberto  | Alarico               |
| Kito Junqueira  | Sampaio               |
| Fafy Siqueira   | Arlete                |
| Jonas Bloch     | Freitas               |
| Roberto Orosco  | Honório               |
| Djenane Machado | Lourdes               |
| Sandra Barsotti | Lisandra              |
| Aldine Müller   | Berta                 |
| Tetê Pritzl     | Vera                  |
| Isaac Bardavid  | Dr. Neném             |
| Ariel Coelho    | Honório               |
| Lu Mendonça     | Alzira                |